# 华阳镇 (望江县)
华阳镇，是中华人民共和国安徽省安庆市望江县下辖的一个乡镇级行政单位。2022年8月，调整华阳镇、太慈镇部分管辖范围。将华阳镇新北社区、桃园社区、青林社区、翠湖村、鹤庄村划归雷阳街道管辖。将华阳镇新西社区、龙湖社区、吉水社区、牌坊社区、卧冰社区、清泉村划归吉水街道管辖。将华阳镇回龙社区、莲花社区、宝塔社区和太慈镇茶花村划归回龙街道管辖。

## 行政区划
华阳镇下辖以下地区：
龙湖社区、新西社区、新北社区、回龙社区、莲花社区、永征社区、宝塔社区、吉水社区、望华社区、卧冰社区、青林社区、桃园社区、牌坊社区、古港社区、鹤庄村、清泉村、翠湖村、天河村、大号村、司阁村、陶寓村、白沙村、计渡村和磨盘村。